# Città di Trieste
Il Città di Trieste era un piroscafo passeggeri costruito nel 1916 per la Società Sicilia. Passato di mano diverse volte, mantenendo lo stesso nome, da ultimo prestò servizio per la Tirrenia di Navigazione dal 1937 al 1943, quando fu affondato nel porto di Civitavecchia durante un bombardamento aereo.

## Caratteristiche
Lungo 110 metri e largo 14, il Città di Trieste aveva una stazza lorda di 4 658 tonnellate e poteva trasportare un massimo di 1081 passeggeri previo imbarco di 100 tonnellate di zavorra solida. Gli spazi interni erano suddivisi su cinque ponti (dal basso verso l'alto: batteria, coperta, casseri, contro-casseri e tenda), due dei quali continui da poppa a prua. Sul ponte tenda erano collocati la timoneria, la sala nautica e gli alloggi degli ufficiali di coperta di rango più elevato; all'estrema prua del ponte contro-casseri era invece ubicato un ampio salone soggiorno riservato ai passeggeri di prima classe, mentre proseguendo verso poppa si trovavano due gallerie e il vestibolo a centro nave per mezzo del quale si accedeva al ponte inferiore. 
Nella parte prodiera del ponte casseri erano posizionati gli appartamenti di prima classe di maggior pregio, mentre a poppa del vestibolo principale si trovavano la sala da pranzo di prima classe e quella di seconda classe. Gli ambienti comuni riservati ai passeggeri di seconda classe (una sala soggiorno e una sala fumatori) erano posti in una sovrastruttura separata all'estrema poppa del ponte casseri. Gli spazi comuni, particolarmente curati, erano stati arredati dalla Ducrot di Palermo. Le sistemazioni a bordo comprendevano 49 cabine di prima classe (per un totale di 91 posti), 27 cabine di seconda classe (con 92 posti complessivi) e dormitori e cabine di terza classe con un totale di 171 posti.
La propulsione era assicurata da due macchine alternative a vapore a triplice espansione, dalla potenza complessiva di 4 060 cavalli, ciascuna collegata ad una linea d'asse, che permettevano al piroscafo di mantenere una velocità di servizio di 14 nodi. La nave era dotata di due fumaioli, quello poppiero fittizio e montato per motivi estetici.

## Servizio
Varato il 3 ottobre 1915 con il nome di Bronzetti, il piroscafo fu ribattezzato Città di Trieste nel gennaio 1916, venendo consegnato il 6 ottobre dello stesso anno alla Sicilia Società Anonima di Navigazione di Palermo. Messo in servizio tra Napoli, Palermo e Tunisi, fu presto requisito dalla Regia Marina e impiegato come scorta per i convogli fino al termine del primo conflitto mondiale. Nell'aprile 1923 passò alla Società Italia in seguito alla liquidazione della precedente compagnia, venendo poi ceduto alla Florio il 25 febbraio 1926. Il 28 aprile 1930 passò nuovamente di mano, venendo acquistato dalla CITRA (Compagnia Italiana Transatlantica); nel 1932 confluì, con il resto della flotta sociale, nella neocostituita Tirrenia Flotte Riunite Florio-Citra, venendo destinato principalmente ai collegamenti Napoli - Messina - Siracusa - Malta - Tripoli e Siracusa - Tripoli.
Nel 1937, in seguito alla riorganizzazione delle linee navali di preminente interesse nazionale, il Città di Trieste fu assegnato alla Tirrenia di Navigazione. Non requisito durante la seconda guerra mondiale, il 14 maggio 1943 fu affondato nel porto di Civitavecchia durante un intenso bombardamento degli Alleati; nell'evento persero la vita il comandante e altri otto marittimi della Tirrenia. Non essendo conveniente riportarlo in servizio, il Città di Trieste fu recuperato dalla Micoperi nell'aprile 1947, venendo poi avviato alla demolizione a Genova.